# Maqetta
Maqetta é um editor HTML WYSIWYG concebido para editar documentos HTML5 e criar aplicações Web. O seu nome deriva da palavra espanhola "maqueta".
O Maqetta foi desenvolvido pela IBM e foi apresentado ao público durante a conferência IBM Impact 2011. A IBM doou posteriormente o projeto à Fundação Dojo como um projeto de software livre e de código aberto.
O editor foi desenvolvido em resposta a uma necessidade sentida de uma ferramenta de desenvolvimento para HTML5 comparável às disponíveis para Adobe Flash e Microsoft Silverlight.